# Vođa sastava
Vođa sastava je čelna osoba glazbene skupine kao što je rock ili pop sastav ili jazz kvartet. Pojam se obično iako ne isključivo rabi za sastave koji sviraju popularnu glazbu kao mali sastav ili big band, poput onih koji sviraju jazz, blues, ritam i blues ili rock and roll glazbu.  Većina vođa sastava također su izvođači u vlastitom sastavu, bilo kao pjevači ili kao instrumentalisti, svirajući glazbala poput električne gitare, klavira ili ina glazbala.

## Daljnja literatura
Whiteman, Paul and Lieber, Leslie – How to Be a Bandleader (New York City: Robert M. McBride & Company, 1948)